# Tails Adventure
Tails Adventure (angleško dobesedno Tailsova dogodivščina) je videoigra franšize Ježek Sonic japonskega podjetja Sega. Izšla je leta 1995 za konzolo Sega Game Gear. To je druga igra v franšizi, ki se osredotoča na Tailsa.
Igra je nekajkrat doživela ponovno izdajo, nazadnje leta 2013 za Nintendo 3D S.

## Zgodba
Mali dvorepi lisjak Miles Prower oz. Tails živi popolnoma sam na Kakavovem otoku. Na južnem delu otoka ima svojo hišo.
Nekega dne Tailsa med poslušanjem ptic zmoti nenaden zvok eksplozije v gozdu. Ptičica vrste flickyjev Tailsu pove, da je na otok prispela vojska strašnega diktatorja, velikega Battlea Kukkua. Kukku namreč išče Smaragde Kaosa s katerimi bi zavladal svetu. Govorice naj bi že od davnega pravile, da se smaragdi nahajajo prav na tem otoku. Kmalu zatem je velik del otoka že v plamenih.
Tails je edini, ki se zavojevalni vojski lahko zoperstavi.

### Kontinuiteta
Igra se dogaja preden je tails spoznal Sonica. Verjetno je, da so se istočasno odvijali dogodki igre Sonic the Hedgehog.

## Potek igre
Za razliko od predhodnih iger v franšizi se igra bolj kot na hitrost osredotoča na raziskovanje in iznajdljivost.
Podobno kot v ostalih igrah igralec zbira obroče, nasprotno pa jih ob stiku s sovražnikom izgubi le nekaj. Igralec med igro odkriva različne pripomočke in orodja. Na enkrat jih je mogoče nositi največ štiri.
Smaragdi Kaosa, ki jih igralec odkrije podaljšajo Tailsov čas letenja in okrepijo njegovo zdravje.